# 陳鳴烈
陳鳴烈（1581年—？），字桓甫，號元之，福建泉州府晋江县人，明朝政治人物。

## 生平
万历二十二年（1594年）甲午科福建乡试第八名举人，三十五年（1607年）丁未科進士，工部觀政，三十八年授户部主事，丁憂，四十一年起补兵部主事。

## 家族
曾祖陳戒，贈徵仕郎。祖父陳會，训导。父陈寵。母郭氏。具庆下。兄陈鸣绍、陳鳴華（按察司副使）、陈鸣夏、陳鳴熙（知州）、陈鸣鰲、陈鸣勲（贡士）、鳴熊、鳴顥。弟陳鳴瑜（贡士）。